# Cowboy de Murlo
Pour les articles homonymes, voir Cowboy.

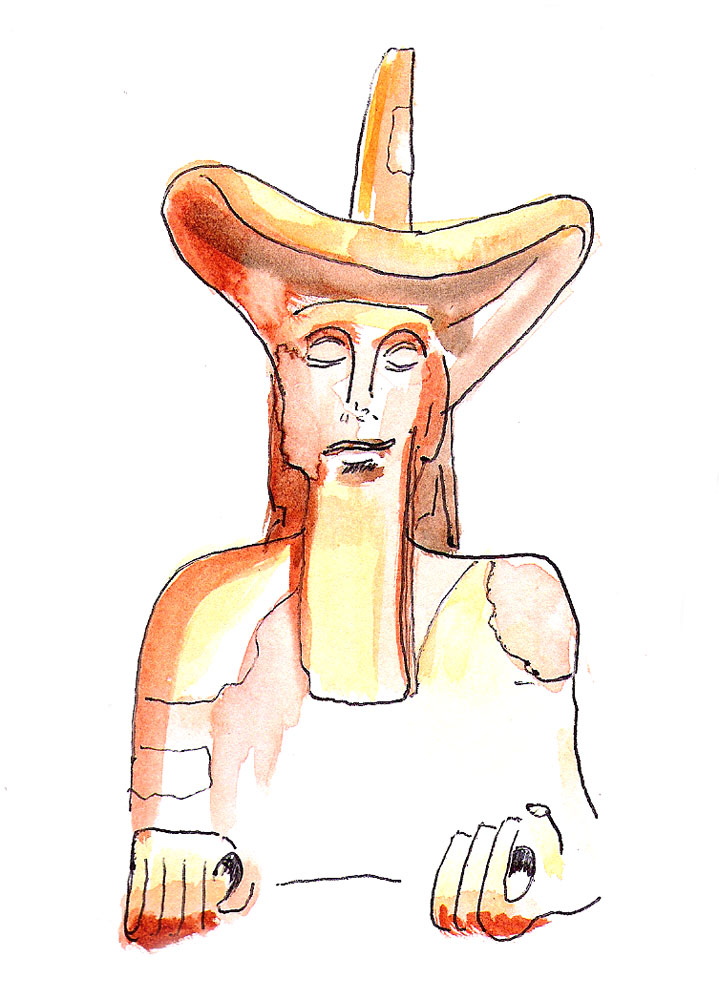
Vue d'artiste du Cowboy de Murlo (compilation des différentes reconstitutions partielles).

La désignation « cowboy de Murlo » est attribuée à un ensemble de plus d'une dizaine de statues-acrotères étrusques qui ont permis plusieurs reconstitutions exposées à l’Antiquarium de Poggio Civitate de Murlo, un musée archéologique de la province de Sienne.
Cette statue en terracotta (terre cuite locale en coroplathie) du VIe siècle av. J.-C. est désignée ainsi par la forme caractéristique du couvre-chef à large bord de ce personnage, probablement un dignitaire religieux (haruspice) et/ou administratif de ce site étrusque.
Elle correspond aux rites étrusques qui consistaient à représenter les divinités, des ancêtres héroïsés ou des dignitaires sur le faîte des toitures des habitations pour les protéger votivement.

## Particularités
- Les vestiges de 13 statues similaires ont été recensées sur le site.
- une grosse tuile courbe figurait à la base de certains des vestiges,  une base permettant d'affirmer leur présence sur les toits (a contrario des antéfixes posées à l'extrémité des pentes des toitures).
- Les mains du personnage représenté (chacune dans un sens, haut et bas) permettaient d'y placer un sarment de vigne, pour une cérémonie rituelle consacrée aux saisons et à l'agriculture.